# Slot Velké Losiny
Slot Velké Losiny (Tsjechisch: Zámek Velké Losiny en Duits: Schloss Groß Ullersdorf) is een kasteel dat zich bevindt in de gelijknamige plaats, in de regio Šumperk in noordoost Tsjechië.
Het huidige slot is eind 16de eeuw gebouwd op de plaats waar eerst een middeleeuwse waterburcht stond. De plek is berucht vanwege de heksenprocessen, die hier eind 17de eeuw plaatsvonden en waarbij 100 mensen werden verbrand, waarvan 56 uit Velké Losiny.
Het slot bevat drie vleugels, gebouwd rondom een prachtige bogengalerij. De buitenmuren van het slot zijn rijk versierd met sgraffito-ornamenten. In 1693 werd het slot met een Franse tuin uitgebreid. De westvleugel bevat twee kapellen, in 1742 beschilderd door Johann Christoph Handke. Verdere bezienswaardigheden zijn de eetzaal, de ridderzaal met zijn cassetteplafond en de voorouderlijke zaal met portretten van belangrijke personen uit de familie Žerotín, die eeuwenlang eigenaar was van het kasteel. Daarnaast bevat het slot een verzameling schilderijen van Italiaanse, Vlaamse en Hollandse meesters en een wapenverzameling.
Sinds 1802 was het slot en het landgoed eigendom van de familie von Liechtenstein. Alois von Liechtenstein verkoos het slot tot vaste woonplaats voor zijn familie. Tijdens zijn regentschap werd de bibliotheekvleugel gebouwd en de vestingmuur in empirestijl herbouwd. In 1945 werd de familie Liechtenstein onteigend, en ging het slot over in staatsbezit. Het slot valt onder Monumentenzorg, en is in 1995 uitgeroepen tot nationaal cultureel monument.
Het slot en de Franse tuin zijn toegankelijk voor publiek.